# 王弘道
王弘道（1494年—？年），字士達，號忠庵，山東濟南府濵州霑化縣人，明朝政治人物。

## 生平
三十五歲中式嘉靖七年（1528年）戊子科山東鄉試第十一名舉人，嘉靖十一年（1532年）壬辰科會試三百十五名，廷試第三甲第一百八十六名進士。觀刑部政，授鳳翔府推官，陞南京都察院監察御史卒。

## 家族
曾祖王昇；祖父王奉；父王慶，歲貢。母孫氏。慈侍下。兄弘仁。子王汲、王浚。